# Caroline Webster Schermerhorn Astor
Caroline Webster Schermerhorn, detta Lina (New York, 21 settembre 1830 – New York, 30 ottobre 1908), è stata una socialite statunitense dell'ultimo quarto del XIX secolo.

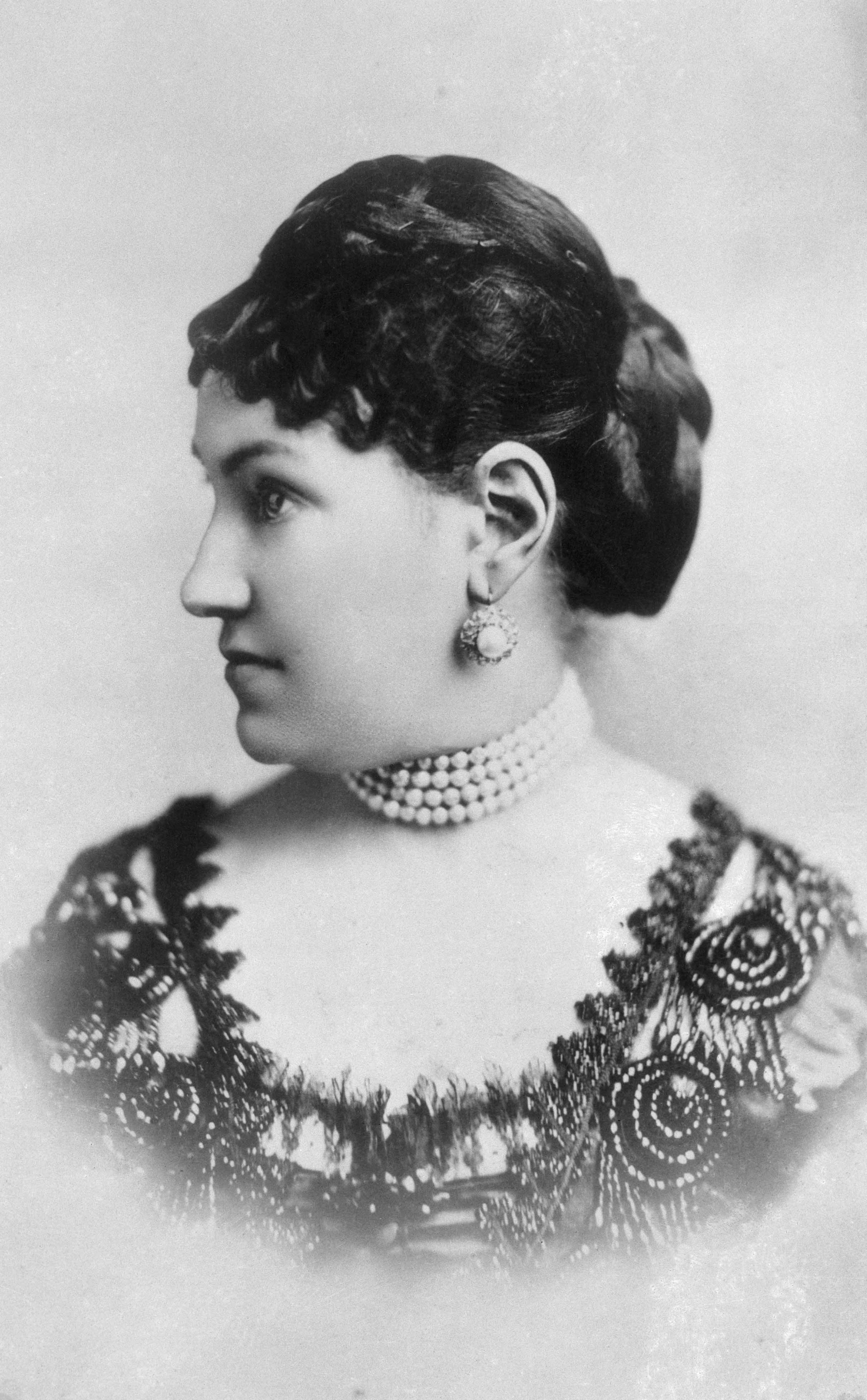
Caroline Webster Schermerhorn

Famosa per essere stata denominata più tardi nella vita come "the Mrs. Astor" o semplicemente "Mrs. Astor", era la moglie dell'imprenditore, allevatore/proprietario di cavalli da corsa, e velista William Backhouse Astor, Jr. (1829–1892). Il loro figlio, il Colonnello John Jacob Astor IV, morì nel drammatico affondamento del RMS Titanic. Tramite il suo matrimonio, fu un importante membro della famiglia Astor e la matriarca della linea maschile degli Astor statunitensi.

## Biografia
Lina nacque all'interno di una famiglia benestante che faceva parte dell'aristocrazia olandese di New York, discendenti dei primi coloni della città. Suo padre, Abraham Schermerhorn, suo fratello e l'intera famiglia Schermerhorn erano impiegati nella marina mercantile. Sua madre era Helen White. I suoi nonni materni erano Henry White e Anne Van Cortlandt. I suoi nonni paterni erano Peter Schemerhorn ed Elizabeth Bussing. Era la cugina di primo grado di William Colford Schermerhorn, il padre di Annie Schermerhorn Kane, moglie di John Innes Kane (pronipote di John Jacob Astor).
All'epoca della sua nascita, la sua famiglia viveva al numero 1 di Greenwich Street, nei pressi della Bowling Green, ma la crescita della popolazione e la crescente urbanizzazione della Lower Manhattan nel 1830 portò la sua famiglia a trasferirsi più a nord al numero 36 di Bond Street, nei pressi di "Lafayette Place", che era stata creata dal nonno paterno del suo futuro marito, il commerciante di pellice John Jacob Astor.
La giovane Lina studiò in una scuola gestita dalla signora Bensee, un'emigrata francese. Lì imparò a parlare fluentemente il francese.

## Matrimonio
Sposò, il 23 settembre 1853, William Backhouse Astor, Jr. (1829–1892), figlio di mezzo dell'imprenditore immobiliare William Backhouse Astor, Sr.. Ebbero cinque figli:
- Emily Astor (1854–1881)[8], sposò James J. Van Alen ed ebbe tre figli[9];
- Helen Schermerhorn Astor (1855–1893)[10], sposò il diplomatico James Roosevelt "Rosey" Roosevelt[11], ebbe due figli;
- Charlotte Augusta Astor (1858–1920)[12], sposò in prime nozze James Coleman Drayton[13], ebbero quattro figli, e in seconde nozze George Ogilvy Haig[14];
- Caroline Schermerhorn "Carrie" Astor (1861–1948)[15], sposò Marshall Orme Wilson[16], ebbero due figli[17];
- John Jacob "Jack" Astor IV (1864–1912)[18][19], sposò in prime nozze Ava Lowle Willing, ebbero due figli[20], e in seconde nozze Madeleine Talmage Force, ebbero un figlio.

## Socialite
Anche se popolarmente immaginata interamente preoccupata della "Società", per i primi decenni della sua vita da sposata Lina Astor fu principalmente occupata nell'allevare i suoi cinque figli e nella gestione della casa, com'era tipico delle donne della sua classe della New York della metà del XIX secolo. Grazie all'eredità ricevuta dai suoi genitori, Lina era peraltro molto meno dipendente da suo marito rispetto alla maggior parte delle donne americane dell'epoca.
Nel 1862 lei e suo marito costruirono una residenza nel nuovo stile alla moda in pietra arenaria al 350 della Fifth Avenue, l'attuale sede dell'Empire State Building, accanto al fratello maggiore di suo marito, John Jacob Astor III; le due famiglie furono vicine di casa per 28 anni, anche se le mogli dei fratelli Astor non andavano d'accordo. Avevano anche un grande "cottage estivo" a Newport (Rhode Island), chiamato Beechwood, che aveva una sala da ballo abbastanza grande da ospitare "The 400", le persone più alla moda dell'epoca.
Nei decenni successivi alla guerra civile la popolazione di New York City crebbe in modo quasi esponenziale e gli immigrati e i ricchi arrivisti del Midwest iniziarono a sfidare il dominio della società di New York. Aiutata dall'arbitro sociale Ward McAllister, Lina tentò di codificare il comportamento e l'etichetta corretti, oltre a determinare chi fosse accettabile tra gli arrivisti per una città sempre più eterogenea. La mancanza di interesse del marito per il vortice sociale non la fermò, ma alimentò invece le sue fiorenti attività sociali, che aumentarono di intensità man mano che i suoi figli crebbero.
Lina era la massima autorità sull'"aristocrazia" di New York alla fine del XIX secolo. Organizzava feste elaborate per sé e per gli altri membri dell'élite mondana della città. A nessuno era permesso di partecipare a questi eventi senza un suo biglietto da visita ufficiale. I gruppi sociali di Lina erano dominati da donne "aristocratiche" volitive. Lei e le sue dame quindi rappresentavano l'"Aristocratico", o il vecchio mondo, mentre la nuova ricca famiglia Vanderbilt avrebbe stabilito una nuova generazione dell'élite mondana.

### Rapporto con i Vanderbilt
I Vanderbilt, in quanto membri dell'élite mondana di New York attraverso le copiose somme di denaro che la famiglia aveva guadagnato piuttosto che ereditato, rappresentavano un tipo di ricchezza che era ripugnante per Lina e il suo gruppo. La signora Astor trovava sgradevoli i soldi della ferrovia. Nel 1883, tuttavia, Lina fu costretta a riconoscere formalmente la ricca socialite Alva Erskine Smith, prima moglie dell'allevatore di cavalli/gestore delle ferrovie William Kissam Vanderbilt, fornendo così ai Vanderbilt l'ingresso nei gradini più alti della società tanto da essere invitati al ballo annuale degli Astor, un riconoscimento formale della loro piena accettazione nell'alta società di New York.

### Uso di "Mrs. Astor"
Fino al 1887, Lina Astor era stata formalmente conosciuta come "Mrs. William Astor", ma con la morte di Charlotte Augusta Gibbes quell'anno, abbreviò il suo titolo formale a "Mrs. Astor", poiché era allora la più anziana signora Astor. Il figlio di Charlotte, William Waldorf Astor, sentiva che sua moglie, Mary "Mamie" Dahlgren Paul, doveva essere "la signora Astor". Con la morte di John Jacob Astor III nel 1890, William Waldorf Astor aveva ereditato la quota del padre dei possedimenti Astor e, come titolare, divenne il capo della famiglia Astor. Nella sua mente, questo faceva di Mamie "La signora Astor". Tuttavia, Mamie aveva diciotto anni meno di Lina e non aveva il suo potere sociale.
I suoi ulteriori tentativi di sfidare la preminenza di Lina nella società di New York, tuttavia, furono vanificati e presto si trasferì con la sua famiglia in Inghilterra, dove in seguito divenne visconte.

## Morte
Quando si trasferì nella sua nuova casa di fronte a Central Park, suo marito era morto e lei viveva con suo figlio e la sua famiglia. Lina trascorse i suoi ultimi anni soffrendo di demenza periodica e morì all'età di 78 anni il 30 ottobre 1908 e fu sepolta al Trinity Church Cemetery.
Dopo la morte della signora Astor, secondo quanto riferito ci sono volute tre donne per ricoprire il suo ruolo nella società di New York: Marion Graves Anthon Fish, Theresa Fair Oelrichs e Alva Belmont.

## Nella cultura popolare
- La signora Astor appare come personaggio nella serie televisiva The Gilded Age ed è interpretata dall'attrice Donna Murphy.[25]